# Saison 9 de Fais pas ci, fais pas ça
Chronologie
Saison 8
Cet article présente la neuvième et dernière saison de la série télévisée Fais pas ci, fais pas ça, diffusée en France, sur France 2, de février à mai-juin 2017. 
Malgré les bonnes audiences, cette saison est la dernière, car il est de plus en plus difficile de réunir tous les acteurs de la série.

## Résumé de la saison
Les deux premiers épisodes se déroulent au moment de la diffusion, en 2017, mais les deux suivants en 2022, et les deux derniers se déroulent en 2027.

## Changements d'acteurs
Trois personnages - les plus jeunes dans le scénario - sont interprétés par de nouveaux acteurs dans les quatre derniers épisodes de la saison, en raison du déroulement de l'intrigue cinq à dix ans après 2017. En effet, à partir de l'épisode 3, Lucas est incarné par Damien Ferdel, Salomé par Maïa Quesemand (épisodes 3,4) et par Héloise Cholley (épisodes 5,6), et Kim par Théodore Ribollet (épisodes 3,4) et par Simon Quesemand (épisodes 5 et 6).

## Liste des épisodes

### Épisode 1:Parents un jour, parents toujours!
- Réalisation : Philippe Lefebvre
- Première diffusion
  -  Belgique : 12 janvier 2017 sur La Deux
  -  France : 8 février 2017 sur France 2
- Résumé détaillé : Renaud Lepic fête ses 50 ans, mais en solitaire. Il doit faire un dépistage pour le cancer...

### Épisode 2:Une vie de rêves
- Réalisation : Philippe Lefebvre
- Première diffusion 
  -  Belgique : 31 janvier 2017 sur La Deux
  -  France : 8 février 2017 sur France 2
- Résumé détaillé : Eliott Bouley s'intéresse enfin à la politique, mais compte voter au centre au grand désespoir de son père. Valérie Bouley se surprend à rêver de Renaud Lepic, Denis Bouley présente un énième projet professionnel et personnel à sa famille, tandis que Fabienne se cherche au sein de son métier de créatrice de mode et se sent incomprise de son mari...

### Épisode 3:Mon ami Squicky
- Réalisation : Cathy Verney
- Première diffusion
  -  Belgique : 22 février 2017 sur La Deux
  -  France : 15 février 2017 sur France 2
- Résumé : L'épisode se déroule en 2022, Éliott est sur le point de se marier avec une indienne.Les Bouley partent en Inde pour le fêter...

### Épisode 4:Chapati chapata
- Réalisation : Cathy Verney
- Première diffusion
  -  Belgique : 8 mars 2017 sur La Deux
  -  France : 15 février 2017 sur France 2
- Résumé : Les Lepic rejoignent les Bouley en Inde pour le mariage d'Eliott. La guerre éclate entre Denis et Valérie. Chez les Lepic, Charlotte va avoir un enfant avec Marta...

### Épisode 5:Guerre froide
- Réalisation : Michel Leclerc
- Première diffusion
  -  Belgique : 8 mars 2017 sur La Deux
  -  France : 22 février 2017 sur France 2
- Résumé : L'épisode se déroule en 2027. Les Lepic et les Bouley ne se parlent plus depuis 2 ans. On apprend que Kim n'est pas le fils biologique de Christophe. Eliott recommence à dessiner et commence à écrire une BD sur l'histoire des Lepic et des Bouley...

### Épisode 6:Nous vieillirons ensemble!
- Réalisation : Michel Leclerc
- Première diffusion 
  -  Belgique : 14 avril 2017 sur La Deux
  -  France : 22 février 2017 sur France 2
- Résumé : Les deux familles se réconcilient, Renaud Lepic et Valérie Bouley découvrent qu'ils étaient au même endroit pour l'élection de François Mitterrand en 1981. Éliott, devenu adulte, écrit une BD qu'il appelle Fais pas ci fais pas ça, laquelle BD est adaptée au cinéma et plait à tous les spectateurs, y compris... les Lepic et les Bouley qui en sont les personnages principaux.

## Audiences
| Épisode | Jour de diffusion        | Horaire de diffusion | Téléspectateurs | Parts de marché (sur les 4 ans et plus) | Références |
| ------- | ------------------------ | -------------------- | --------------- | --------------------------------------- | ---------- |
| 1       | Mercredi 8 février 2017  | (21:00 - 21:55)      | 4 278 000       | 16,9 %                                  | ,          |
| 2       | Mercredi 8 février 2017  | (21:55 - 22:50)      | 3 950 000       | 17,2 %                                  | ,          |
| 3       | Mercredi 15 février 2017 | (21:00 - 21:55)      | 3 803 000       | 14,9 %                                  | ,          |
| 4       | Mercredi 15 février 2017 | (21:55 - 22:50)      | 3 670 000       | 15,7 %                                  | ,          |
| 5       | Mercredi 22 février 2017 | (21:00 - 21:55)      | 3 920 000       | 14,7 %                                  |            |
| 6       | Mercredi 22 février 2017 | (21:55 - 22:50)      | 3 680 000       | 15,7 %                                  |            |

Légende :
- plus hauts scores d'audiences
- plus bas scores d'audiences